# Ernogrammus zhirmunskii
Ernogrammus zhirmunskii är en fiskart som beskrevs av Aleksandr Prokofyevich Markevich och Kharin 2011. Ernogrammus zhirmunskii ingår i släktet Ernogrammus och familjen taggryggade fiskar. Inga underarter finns listade i Catalogue of Life.